# Евтимий II Костурски
Евтимий (на гръцки: Ευθύμιος, Евтимиос) е православен духовник от средата на XVIII век, последен костурски митрополит на Охридската архиепископия.

## Биография
Според една бележка в третия кодекс на Костурската митрополия митрополит Евтимий заема костурската катедра за пръв път на 3 ноември 1756 година. Преди 8 юли 1761 година отново е изместен от предшественика си Хрисант Костурски, но през февруари 1764 година отново се споменава на костурската катедра.
Евтимий Костурски заедно с Григорий Гревенски, Герман Воденски, Ананий III Струмишки, Генадий Корчански и Никифор Сисанийски се оплакват пред Цариградската патриаршия от лошото състояние на Охридската архиепископия и успяват да постигнат закриването ѝ в 1767 година.